# 181. pr. Kr.
◄ | 3. stoljeće pr. Kr. | 2. stoljeće pr. Kr. | 1. stoljeće pr. Kr. | ►
◄ | 210-ih pr. Kr. | 200-ih pr. Kr. | 190-ih pr. Kr. | 180-ih pr. Kr. | 170-ih pr. Kr. | 160-ih pr. Kr. | 150-ih pr. Kr. | ►
◄◄ | ◄ | 184. pr. Kr. | 183. pr. Kr. | 182. pr. Kr. | 181 pr. Kr. | 180. pr. Kr. | 179. pr. Kr. | 178. pr. Kr. | ► | ►►
Astronomija

## Događaji
- Osnutak Akvileje

## Vanjske poveznice
|  | Zajednički poslužitelj ima još gradiva o temi 181. pr. Kr. |